# 45
45 foi um ano comum do século I que durou 365 dias. De acordo com o Calendário Juliano, o ano teve início e término a uma sexta-feira. a sua letra dominical foi C.
| Ano completo                       |
| ---------------------------------- |
| Ano comum com início à sexta-feira |

## Eventos
- o apóstolo Paulo inicia as suas jornadas missionárias.
- no Japão, começa o uso de bonecas no teatro Noh.
- Messalina regressa a Roma depois de 10 anos de exílio.
- Pedro de Rates ordenado Bispo pelo apóstolo Santiago.

## Nascimentos
- Plutarco - filósofo e prosador grego do período greco-romano